# Кежек
Кежек (пол. Kierzek) — село в Польщі, у гміні Кадзідло Остроленцького повіту Мазовецького воєводства.
Населення — 223 особи (2011).
У 1975—1998 роках село належало до Остроленцького воєводства.

## Демографія
Демографічна структура станом на 31 березня 2011 року:
|          | Загалом | Допрацездатний вік | Працездатний вік | Постпрацездатний вік |
| -------- | ------- | ------------------ | ---------------- | -------------------- |
| Чоловіки | 109     | 31                 | 76               | 2                    |
| Жінки    | 114     | 36                 | 59               | 19                   |
| Разом    | 223     | 67                 | 135              | 21                   |